# Санжеева, Дарима Шанимаевна
Дарима Шанимаевна Санжеева (род. 18 мая 1989) — российская спортсменка, чемпионка и призёр чемпионатов России по вольной борьбе, обладательница Кубка европейских наций, мастер спорта России международного класса. Член сборной команды страны с 2011 года. Живёт в Улан-Удэ. Выступает за клуб ФСО «Юность России» (Москва).

## Спортивные результаты
- Чемпионат России по женской борьбе 2015 года — ;
- Кубок России 2014 года — ;
- Чемпионат России по женской борьбе 2014 года — ;
- Гран-при Иван Ярыгин 2014 года — ;
- Чемпионат России по женской борьбе 2013 года — ;
- Кубок европейских наций 2013 года — ;
- Чемпионат России по женской борьбе 2012 года — ;
- Чемпионат России по женской борьбе 2011 года — ;
- Гран-при Иван Ярыгин 2011 года — ;